# Juan de Lucena (impresor)
Juan de Lucena (Toledo, c.1430-Roma, c.1510) fue un impresor español de origen judío. Se considera el primer impresor de libros hebreos en Castilla. 

## Biografía
Juan de Lucena fue un toledano converso, hijo del doctor Francisco de San Martín y Leonor Martínez, que vivieron en la parroquia de San Miguel de Toledo. 
En Toledo residió y trabajó como comerciante. Se casó con Teresa de San Pedro (hija de Alvar López de Ocaña y de Beatriz López), con quien tuvo seis hijas: Beatriz, Catalina, Leonor, Teresa, Guiomar y Juana. 
Se trasladó a Sevilla con su familia en 1467, tras la quema de viviendas de conversos y el asesinato de más de cien personas. Volvió a trasladarse de Sevilla a Toledo y La Puebla de Montalbán debido a una nueva persecución a los conversos.
Hacia 1481 Lucena, huyendo de la Inquisición, se trasladó a Roma, donde probablemente falleció hacia el año 1510. Dos de sus hijas, Catalina y Teresa de Lucena, se quedaron en La Puebla de Montalbán y en 1485 fueron llamadas a declarar por la Inquisición acusadas de guardar el sábado y observar la fe judía. Fueron condenadas a penas leves, aunque su proceso fue reabierto dos veces en 1510 y 1530, siendo condenadas finalmente a años de cárcel y a una multa. Se les considera las primeras mujeres impresoras. 
Lucena fue uno de los primeros en establecer un taller de impresión en España y este taller, el primero en el que trabajan mujeres. El Instituto de Educación Secundaria de La Puebla de Montalbán lleva su nombre.

## La imprenta en La Puebla de Montalbán
Juan de Lucena, considerado un hombre leído, será conocido por regentar un taller destinado a imprimir libros hebraicos en el que también trabajaban sus hijas. Parece que los tipógrafos hebreos buscaban localidades pequeñas para evitar el control de las autoridades, por lo que es muy probable que estableciera su taller en La Puebla de Montalbán. De esta imprenta existen noticias gracias a la documentación generada por un proceso de la Inquisición contra su hija Teresa, descrito por Manuel Serrano y Sanz en 1902.
Se conservan algunos pocos restos de los libros que salieron de sus prensas, en algunos casos unas pocas hojas, pero que permiten hacerse una idea de su trabajo. 
Las primeras obras impresas en la imprenta de Juan de Lucena fueron un Tratado de las bendiciones, un Tratado del día del perdón, del Talmud babilónico, y un Tratado de los esponsalicios del Talmud babilónico. A estas obras les siguen un Pentateuco, del que se conservan 6 folios, unos escritos bíblicos sapienciales, de los que se conservan 7 folios, el tratado Los profanos, del Talmud babilónico, del que se conservan varios fragmentos, la Mishné Torá de Maimónides, y Los caminos de la vida, de Aaron ben Jacob ha-Cohen, del que se conserva un folio. Hay quien añade otro Pentateuco y un escrito de hagiógrafos, lo que haría un total de trece obras. 
El taller finalizó sus tareas hacia 1480 y los oficiales que trabajaban con Lucena afirman haber trabajado con él dos años, lo que sitúa el inicio de la actividad del taller hacia 1478 o 1479.